# Tagaytay
Tagaytay – miasto na Filipinach, w prowincji Cavite, na wyspie Luzon. W 2007 liczyło 61 623 mieszkańców.

## Miasta partnerskie
- Amman, Jordania
- Bacolod, Filipiny
- Cuernavaca, Meksyk
- Daraga, Filipiny
- Fukuoka, Japonia
- Goulbourn, Kanada
- Iriga, Filipiny
- Las Vegas, Stany Zjednoczone
- City of Manningham, Australia
- Palayan, Filipiny
- Tainan, Republika Chińska